# Награда Владимир Назор
Награда Владимир Назор је хрватска државна награда која се додељује сваке године за најбоља уметничка остварења у књижевности, музици, филму, ликовним и примењеним уметностима, позоришној уметности и архитектури и урбанизму. Награда је била повремено додељивана и за очување културне баштине, примењене уметности, као и теоријско-књижевну есејистику на подручју културе и уметности.
Додељује се као годишња награда и као награда за животно дело, а име је добила по хрватском књижевнику Владимиру Назору.
Годишња награда додељује се уметницима за најбоља уметничка остварења која су била објављена, изложена, приказана или изведена током протекле године, као и групи уметника за колективна уметничка остварења.
Награда за животно дело додељује се истакнутим уметницима који су својим стваралаштвом обележили време у коме су деловали и чији је стваралачки пут заокружен, а дела и остварења остају трајно добро Републике Хрватске.
Награду додељује Одбор Награде Владимир Назор на предлог комисија које оснива за поједина подручја уметности. Председника и чланове Одбора, на предлог министра културе, именује Хрватски сабор из редова уметника, културних и јавних личности.

## Добитници за 1961.
Музика
- диригент Милан Хорват - годишња

## Добитници за 1970.
Позоришна уметност
- глумица Божена Краљева - за животно дело[1]

Филмска уметност
- редитељ Крсто Папић за филм Лисице

## Добитници за 1975.
Музика
- оперска певачица Ружа Поспиш Балдани - годишња

## Добитници за 1978.
Музика
- пијанист Иво Мачек - за животно дело
- диригент Натко Девчић - годишња награда за дело ...ma non troppo...

## Добитници за 1981.
Музика
- виолинист Јосип Клима - годишња
- виолончелист, диригент Рудолф Матз - за животно дело

## Добитници за 1982.
Музика
- диригент Натко Девчић - за животно дело

## Добитници за 1984.
Музика
- оперски певач Нони Жунец - за животно дело

## Добитници за 1987
Књижевност
- Нусрет Идризовић - за роман Коло тајних знакова[2]

## Добитници за 1988.
Књижевност
- Бранимир Бошњак - годишња[3]

## Добитници за 1989.
Музика
- диригент и оргуљаш Анђелко Клобучар - годишња

## Добитници за 1991.
Музика
- диригент Павле Дешпаљ - годишња
- диригент Адалберт Марковић - за животно дело

## Добитници за 1995.
Музика
- диригент и оргуљаш Анђелко Клобучар - за животно дело

## Добитници за 1996.
Музика
- оперска певачица Ружа Поспиш Балдани - за животно дело

## Добитници за 1997.
Књижевност
- Жељко Кнежевић - годишња
- писац Иван Кушан - за животно дело

Музика
- диригент Миро Беламарић - годишња
- диригент Младен Башић - за животно дело

Ликовне и примењене уметности
- сликар Никола Коyдл - годишња
- вајар Иван Кожарић - за животно дело

Филмска уметност
- Милан Блажековић - годишња
- Теа Бруншмид - за животно дело

Позоришна уметност
- глумац Златко Витез - годишња
- глумица Нада Суботић - за животно дело

Архитектура и урбанизам
- архитекти Анте Кузманић и Еуген Широла - годишња
- архитекта Сена Секулић-Гвоздановић - за животно дело

## Добитници за 2000.
Музика
- диригент Франо Параћ - годишња награда за оперу Јудита
- виолинист Јосип Клима - за животно дело

## Добитници за 2004.
Музика
- диригент Павле Дешпаљ - за животно дело

## Добитници за 2005.
Књижевност
- песник Делимир Решицки (Аритмија) - годишња
- песникиња Ирена Вркљан - за животно дело

Музика
- оперски певач Невен Беламарић (краљ Марке у Тристану и Изолди) - годишња
- пијанист Владимир Крпан - за животно дело

Ликовне и примењене уметности
- сликар Младен Галић (ретроспектива) - годишња
- сликар Вјекослав Војо Радоичић - за животно дело

Филмска уметност
- редитељ Томислав Радић (Што је Ива снимила 21. октобра 2003.) - годишња
- редитељ Зоран Тадић - за животно дело

Позоришна уметност
- глумац Јосип Генда (улоге у Осмом повјеренику, Ноћи игуане и Либертинцу) - годишња
- глумац Вања Драх - за животно дело

Архитектура и урбанизам
- архитекти Саша Рандић и Идис Турато (основна школа у Крку) - годишња
- архитекта Мирко Маретић - за животно дело

## Добитници за 2006.
Књижевност
- песник Мате Ганза (Хватање сјене) – годишња
- историчар књижевности и есејист Мирослав Шицел – за животно дело

Музика
- виолинист Горан Кончар (извођење Концерта за виолину и оркестар Бориса Папандопула) – годишња
- примадона Бранка Стилиновић – за животно дело

Ликовне и примењене уметности 
- сликар Златан Вркљан (самостална изложба "Слике") – годишња
- сликар Јосип Ваништа – за животно дело

Филмска уметност
- аутор Симон Богојевић Наратх (Левијатан) – годишња
- редитељ Крсто Папић – за животно дело

Позоришна уметност
- глумац Галиано Пахор (улога Ширцингера у Казимир и Каролина О. фон Хорвата) – годишња
- драмски уметник Ванча Кљаковић – за животно дело

Архитектура и урбанизам
- архитекта Анте Рожић – за животно дело
- архитекта Горан Рако (пројекат Археолошког музеја Нарона у Виду) – годишња

## Добитници за 2007.
Књижевност
- писац Мирко Ковач (Град у зрцалу) - годишња
- књижевник Неђељко Фабрио - за животно дело

Музика
- пијанисткиња Мартина Фиљак (извођења 1. концерта за клавир и оркестар Ј. Брахмса и  Концерта за клавир и оркестар Милка Келемена) - годишња
- балетни првак Дамир Новак - за животно дело

Ликовне и примењене уметности 
- сликар Мунир Вејзовић (изложбе у Галерији Кула и Палачи Милеси у Сплиту) - годишња
- вајар Душан Џамоња - за животно дело

Филмска уметност
- редитељ и сценарист Огњен Свиличић (Армин) - годишња
- диригент Арсен Дедић - за животно дело

Позоришна уметност
- Борис Свртан (драматизација романа "Метастазе" Иве Баленовића и режија и сценографија представе у Сатиричком казалишту Керемпух у Загребу) - годишња
- редитељ Георгиј Паро - за животно дело

Архитектура и урбанизам
- архитекти Леа Пеливан и Тома Плејић/ Студио УП (пројекат зграде Гимназије и Спортске дворане у Копривници)
- архитекта Анте Вулин - за животно дело

## Добитници за 2008.
Књижевност
- књижевница Анка Жагар за песничку збирку Стварнице, немирна површина – годишња награда
- књижевник Звонимир Мркоњић – награда за животно дело

Музика
- Загребачки квартет – награда за животно дело
- оперски певач Томислав Мужек за улогу Фауста у опери Фауст Шарла Гуноа – годишња награда

Филмска уметност
- редитељ Богдан Жижић – награда за животно дело
- редитељ Арсен Антон Остојић за режију играног филма Ничији син – годишња награда

Ликовне и примењене уметности
- академски сликар Никола Коyдл – награда за животно дело
- академски сликар Томислав Бунтак за изложбу Ходочасници - визија мистичних путовања у Умјетничком павиљону у Загребу – годишња награда

Позоришна уметност
- драмски уметник Златко Црнковић – награда за животно дело
- драмска уметница Алма Прица за улогу Кристине у представи Електри пристаје црнина Е. О'Нила и за улогу Нине Томблин у представи И коње убијају, зар не? Х. Мекоyа – годишња награда

Архитектура и урбанизам
- архитекта Никола Филиповић – награда за животно дело
- архитекта Маријан Хржић за вишенаменску градску дворану Крешимир Ћосић у Задру – годишња награда

## Добитници за 2009.
Књижевност
- књижевница Ивана Шојат-Кучи за роман Unterstadt - годишња награда
- академик Миливој Солар - награда за животно дело

Музика
- диригент Никша Бареза - награда за животно дело
- диригент Берислав Шипуш и кореограф и редитељ Сташа Зуровац за балет Процес премијерно изведен у оквиру Музичког бијенала Загреб - годишња награда

Филмска уметност
- редитељ Вељко Булајић - награда за животно дело
- редитељ Бранко Сцхмидт за режију играног филма Метастазе - годишња награда

Ликовне и примењене уметности
- графички дизајнер и сликар Алфред Пал - награда за животно дело
- академски сликар Золтан Новак за изложбу Ноћне слике у Глиптотеци Хрватске академије знаности и умјетности у Загребу - годишња награда

Позоришна уметност
- драмски уметник Владимир Герић - награда за животно дело
- драмска уметница Младена Гавран за улогу у монокомедији Мире Гаврана Најлуђа представа на свијету - годишња награда

Архитектура и урбанизам
- архитекта Борис Крстуловић - награда за животно дело
- Саша Беговић, Марко Дабровић, Татјана Грозданић Беговић и Силвије Новак / Студио 3ЛХД за пројекат Центра Замет у Ријеци - годишња награда[4]

## Добитници за 2010.
На сједници одржаној 20. свибња 2011. донесена је одлука о добитницима „Награде Владимир Назор“ за најбоља уметничка остварења у Републици Хрватској за 2010. годину.
Књижевност
- Годишња награда – Нада Гашић за роман Вода, паучина
- Награда за животно дело – Иван Аралица

Музика
- Награда за животно дело – диригент Рубен Радица
- Годишња награда – оргуљашица Љерка Очић за дискографско остварење Хрватска оргуљска музика

Филмска уметност
- Награда за животно дело – Божидарка Фрајт
- Годишња награда – Данило Шербеџија за режију дугометражног играног филма Седамдесет и два дана

Ликовне и примењене уметности
- Награда за животно дело – Шиме Вулас
- Годишња награда – Иван Фактор за изложбу Први програм, Галерија Кловићеви двори, Загреб, септембар/октобар 2010.

Позоришна уметност
- Награда за животно дело – Златко Витез
- Годишња награда – Јагода Краљ Новак за улогу Јулишка у представи Фамилија у праху Нине Митровић

Архитектура и урбанизам
- Награда животно дело – Динко Ковачић
- Годишња награда – Никола Башић за Спомен обиљежје погинулим ватрогасцима на Корнату

## Добитници за 2011.
Књижевност
- Награда за животно дело – академик Никица Петрак, песник, преводилац и есејист
- Годишња награда – Зоран Ферић за роман Календар Маја

Музика
- Награда за животно дело – сопрано Мирка Кларић, примадона ХНК у Загребу
- Годишња награда – диригент Даворин Кемпф за праизведбу опуса Пети загребачки концерт, Hommage à Bach

Филмска уметност
- Награда за животно дело – Хрвоје Турковић, филмски теоретичар и критичар
- Годишња награда – редитељ Силвестар Колбас за документарни филм Ратни репортер

Ликовне и примењене уметности
- Награда за животно дело – Иван Ладислав Галета, мултимедијални уметник
- Годишња награда – Горан Петерцол за изложбу Предмети, галерија Кловићеви двори, Загреб, јун/јул 2011.

Позоришна уметност
- Награда за животно дело – Шпиро Губерина, драмски уметник
- Годишња награда – драмски уметник Милан Плештина за улогу Леонеа у представи Господа Глембајеви Мирослава Крлеже

Архитектура и урбанизам
- Награда животно дело – Радован Мишчевић, архитекта и урбаниста
- Годишња награда – архитекта Ненад Фабијанић за зграду Хрватске бискупске конференције у Загребу

## Добитници за 2012.
Књижевност
- Награда за животно дело - академик Луко Паљетак, књижевник, песник и преводилац
- Годишња награда - Татјана Громача за роман Божанска ђечица

Музика
- Награда за животно дело – диригент Иво Малец[а]
- Годишња награда - виолончелисткиња Миника Лесковар за три концерта у загребачкој концертној сезони 2012. - целовечерњи рецитал с израелским пијанистом Итамаром Голаном (23. јануара 2012), извођење Z. Kammermusik Паула Хиндемита са Кантус Ансамблом (14. маја 2012) и извођење 1. концерта за виолончело и оркестар Дмитрија Шостаковича са Загребачком филхармонијом (27. септембра 2012)

Филмска уметност
- Награда за животно дело - Ивица Рајковић, филмски сниматељ
- Годишња награда - Рене Биторајац за улогу у филму Људождер вегетаријанац

Ликовне и примењене уметности
- Награда за животно дело - академкиња Марија Ујевић-Галетовић, академска вајарка
- Годишња награда - Иван Марушић Клиф за site-specific инсталацију Ламбда, Погон Јединство, Загреб, 30. март — 6. април 2012. и Музејско-галеријски простор Света Срца, Пула, 13—27. април 2012.

Позоришна уметност
- Награда за животно дело - Ненад Шегвић, драмски уметник
- Годишња награда - редитељ Златко Свибен за режију представе Unterstadt, премијерно изведену 5. октобра 2012. у Хрватском народном казалишту у Осијеку

Архитектура и урбанизам
- Награда за животно дело - Хилдегард Ауф-Франић, архитекта
- Годишња награда - архитекти Нено Кезић и Емил Шверко за Студентски дом и центар Свеучилишног Кампуса у Сплиту

## Добитници за 2013.
Књижевност
- Награда за животно дело – академик Тонко Мароевић
- Годишња награда - књижевник Милко Валент за роман Умјетне сузе

Музика
- Награда за животно дело – пијанисткиња Павица Гвоздић
- Годишња награда - диригент Оља Јеласка за праизвођења четирију нових дела: свите Мештровићев сан, као и извођење Лахор благи, Мирис цедра либанонског и Цвијет шаронски

Филмска уметност
- Награда за животно дело - Недељко Драгић, редитељ и аутор многих цртаних филмова, карикатура и стрипова
- Годишња награда - редитељ Велибор Јелчић за режију филма Обрана и заштита

Ликовне и примењене уметности
- Награда за животно дело - постконцептуални уметник Младен Стилиновић
- Годишња награда - Дамир Сокић за ретроспективну изложбу Слијепе улице

Позоришна уметност
- Награда за животно дело – Божидар Бобан, драмски уметник
- Годишња награда - Балет ХНК у Загребу за представе у 2013. години

Архитектура и урбанизам
- Награда за животно дело - Радован Делале
- Годишња награда - Ивана Жалац, Маргита Грубиша, Дамир Гамулин, Марин Јелчић, Звонимир Краљ и Игор Пресечан за Градску књижницу Лабин

## Добитници за 2014.
Књижевност
- Награда за животно дело – Звонимир Мајдак, који се као "аутор великог броја жанровских романа и пародија уврстио међу најпопуларније прозаике
- Годишња награда - Јосип Млакић за роман "Свјеже обојено"

Музика
- Награда за животно дело – Прерад Детичек, који је како истиче Просудбено повјеренство, својом делатношћу остварио јединствен, непоновљив и велики прилог хрватској музичкој култури уопште.
- Годишња награда - мецосопран Мартина Гојчета Силић, за вокални рецитал "Наде и спомени", Hommage a Зинка Кунц.

Филмска уметност
- Награда за животно дело - драматург Иво Штивичић, који је, истиче просудбено повјеренство мајстор телевизијских и филмских писаних форми.
- Годишња награда - глумац Емир Хаџихафизбеговић за улогу у филму "Таква су правила"

Ликовне и примењене уметности
- Награда за животно дело - костимографкиња и дизајнерка Јагода Буић Wуттке, која у свом стваралаштву истражујући материју и текстуру, њихове могућности и ограничења, развила самосвојан и јединствен израз.
- Годишња награда - сликар Марко Тадић за изложбу "Поглед у чуду" у галерији Галженица. Његов рад, како је истакнуто, препознат је као израз склоности наративним проседеима, који своје порекло имају у књижевности и филму.

Позоришна уметност
- Награда за животно дело – глумица Марија Кохн, просудбено повјеренство истакнуло је како је Марија Кон с лакоћом прелазила из жанра у жанр, из стила у стил, из стандардног књижевног језика у месне идиоме.
- Годишња награда - глумица Јелена Михољевић за улогу Олге у Чеховљевој представи "Три сестре", која је „допрла до најтананијих слојева људске психе”.

Архитектура и урбанизам
- Награда за животно дело - архитекта професор емеритус Иван Црнковић, који је "својим пројектантским, градитељским и педагошким радом успео непобитно доказати да архитектура заиста јесте средство којим можемо доћи и до уметничког дела".
- Годишња награда - додељена је Емилу Шпирићу, Ведрану Педишићу, Јуану Јосеу, Нунезу Андрадеу и Ерику Веласкоу Фарери за школу и вртић у склопу одгојно-образовног комплекса "Кајзерица" у Загребу.

## Добитници за 2015.[7]
Књижевност
- Награда за животно дело – Павао Павличић, књижевник
- Годишња награда - Делимир Решицки, књижевник, за збирку песама "Ловци у снијегу"

Музика
- Награда за животно дело – Алфи Кабиљо, диригент и музичар
- Годишња награда - Аљоша Јуринић, пијанист, за пијанистички рецитал посвећен опусима Фредерика Шопена)

Филмска уметност
- Награда за животно дело - Едуард Галић, редитељ и сценарист
- Годишња награда - Ивона Јука, редитељ и сценариста, за режију и сценариј филма "Ти мене носиш"

Ликовне и примењене уметности
- Награда за животно дело - Златко Кесер, академски сликар
- Годишња награда - Свјетлан Јунаковић, дипломирани вајар, за изложбу "Ради се о том да зауставим коња" у Глиптотеци ХАЗУ.

Позоришна уметност
- Награда за животно дело – Ивица Бобан, редитељ
- Годишња награда - Ања Шоваговић, глумица, за улогу Violet Weston у представи "Коловоз у округу Осаге"

Архитектура и урбанизам
- Награда за животно дело - Јосип Ухлик, архитекта и урбаниста
- Годишња награда - Радионица архитектуре и Вања Илић, архитекта, за Музеј вучедолске културе